# Ophiomitrella mutata
Ophiomitrella mutata är en ormstjärneart som beskrevs av Jean Baptiste François René Koehler 1904. Ophiomitrella mutata ingår i släktet Ophiomitrella och familjen knotterormstjärnor. Inga underarter finns listade i Catalogue of Life.